# Дом Зибенберга
Дом Зибенбе́рга (англ. Siebenberg House; ивр. מוזיאון זיבנברג‎) — археологический музей в в Старом городе Иерусалима на аллее Бейт Ха-Шоева, № 5.
Тео и Мириам Зибенберг, купившие дом в 1970 году, были убеждены, что он был построен на территории, которая имеет значительную археологическую ценность. Но археологи были настроены скептически, т.о. Тео Зиненберг вынужден был проводить и финансировать раскопки самостоятельно.
На раскопках, проводившихся под домом Зибенберга в течение 18 лет, были обнаружены остатки древних жилищ с номерами, вырезанными в скале, миквы (ритуальные ванны), акведуки, огромные хранилища и склепы, сооружённые 3000 лет назад во времена Царя Соломона и периода Первого Храма; а также постройки времён Второго Храма и византийских периодов. В музее представлены также редкие артефакты, в том числе керамика, изделия из стекла, мозаика, монеты, сосуды и оружие.